# Castillo de Piria
El Castillo de Piria es un edificio monumental uruguayo, que fue construido con el objeto de servir de residencia particular a Fernando Juan Santiago Francisco María Piria de Grossi, más conocido como Francisco Piria, un empresario famoso por crear el balneario denominado Piriápolis. Se sitúa muy próximo a dicha ciudad del departamento de Maldonado, en el sudeste del Uruguay. Ha pasado a ser un museo perteneciente a la intendencia municipal de Maldonado, bajo el nombre de Museo Parque Municipal Castillo Francisco Piria. Es visitado todo el año por gran cantidad de turistas.

## Historia
En 1889, el acaudalado empresario Francisco Piria había realizado un viaje a Europa, consecuencia del cual le surgió una inspiración para la explotación turística de las costas uruguayas. Al regresar al Uruguay, inmediatamente hizo un viaje por los, por entonces, parajes de la costa oriental.

«...al otro día llegamos a Pan de Azúcar, pocas horas más tarde visitamos la playa de lo que se llama Puerto del Inglés. Habíamos recorrido media Europa, visitando la mayor parte de sus balnearios, sus montañas, bosques, valles, sitios veraniegos y recreativos, vistas tantas bellezas, los inmensos tesoros, y sin embargo aquél rincón encantador nos cautivó. Ver esa localidad y apasionarnos de ella todo fue uno. Un mes después se firmaba la escritura de compra».

A comienzos de 1890 compró 2700 hectáreas de ese paraje a los herederos del general Leonardo Olivera, con una extensión que iba desde el cerro Pan de Azúcar hasta el Río de la Plata, ya aquí con aguas marinas.
La administración de su Establecimiento Agronómico decidió hacerla en «La Central» —hoy «Quebradas del Castillo»—. En estos campos hizo cultivos de olivo, castaño, tabaco, y uva.
En su propiedad, comenzó a construir en el año 1894 una enorme residencia particular —el Castillo—, en donde viviría él y su familia. El diseño de la misma pertenece al ingeniero Aquiles Monzani. Luego de años de trabajos, finalmente logró inaugurar el castillo el 17 de agosto de 1897.
Luego de la muerte de Francisco Piria, la propiedad quedó en poder de Carmen Piria —la que habría sido su hija natural—, quien vivía en una casa —que en 2012 está en ruinas— sobre una colina detrás de las bodegas.
Posteriormente, en el año 1975 el castillo fue vendido a la familia Comas Amaro, y pasó a ser un local bailable explotado por el artista plástico Carlos Páez Vilaró bajo el nombre de: «La Boite de los Espectros». Finalmente, en el año 1980 lo adquiere la intendencia municipal de Maldonado, quien lo restauró —dejándolo en excelente estado— y lo convirtió en un museo municipal, siendo en adelante la encargada de administrarlo. Ha sido utilizado como residencia presidencial —aunque no alojó a ningún presidente—, y sede de eventos culturales, como el Congreso anual de poesía.

## Características
Este castillo es una muestra de los finos gustos de su morador original.
ParqueSe accede al castillo por un camino bordeado de palmeras de las Canarias, el cual atraviesa un extenso parque compuesto de una gran variedad de especies arbóreas ornamentales exóticas, en el que sobresalen ejemplares de drago de las Canarias (Dracaena draco). Diseminadas se encuentran muchas obras de arte, con profusión de elementos de simbología alquímica, ánforas, pelícanos, fuentes, un Cristo Redentor, y numerosas terracotas —obras de Tomaso Airaghi— y estatuas. Entre estas últimas, destaca una en bronce—realizada por Giovanni Di Bologna—: "Mercurio en descanso", réplica exacta de la original, la que representa al mensajero de los dioses, Mercurio, y que fuera encontrada en las excavaciones hechas en Herculano. También en el parque se encuentran una glorieta en imitación madera, un vagón que perteneció al tren de Pitra, y los otros componentes del conjunto que, además de la casa principal, presenta una casa de huéspedes, bodegas —en muy mal estado—, y caballerizas.
Forma, estilo, y fachadaLa arquitectura de este edificio reúne una mezcla de estilo renacentista y medieval, y recuerda a las villas italianas de fines del siglo XIX y principios del XX. Es de forma rectangular, rematada en sus esquinas por torreones circulares semidesprendidos del edificio.
La construcción imita a un castillo almenado, de paredes de ladrillos, y estructurada en dos plantas; además posee un sótano, pero no está habilitado para el público. En él Piria había instalado su laboratorio de alquimista.
La entrada principal está flanqueada por columnas de granito gris —al igual que todo el zócalo de la construcción— que se extraía de la cantera del cerro Pan de Azúcar. El portón tallado de esta entrada, a ambos lados, presenta sendos lebreles de terracota.
Planta bajaAquí se exhibe una colección de objetos que pertenecían a Francisco Piria: fotografías murales, volantes, folletos, documentos, etc. Destacan sus salones principales, los que fueron delicadamente decorados con papeles importados, predominando los de color dorado. Las molduras se hicieron en yeso revestidas con dorado a la hoja. Los pisos se construyeron de pinotea.
Nivel superiorSe accede —sólo con guía—, por una escalera en granito gris, obra de los maestros picapedreros que Piria trajo de Europa. Cada habitación fue decorada con un estilo diferente. Eligió para poblarlas mobiliario de estilo Luis XV. Se aprecian piezas artísticas, armas, y utensilios de su propietario original; todo provenía de Europa, y llegaba por importaciones directas. Una de ellas es el salón de barbería; en otra se muestra una colección de trajes de baño de la época de esplendor del Argentino Hotel; y en la sala central se encuentran en vitrinas objetos del Piriápolis Hotel. También cuenta con enormes balcones florentinos desde donde se observan vistas panorámicas de la característica campiña uruguaya, de la ciudad de Piriápolis, y del cerro Pan de Azúcar.

## Bodega de Piria

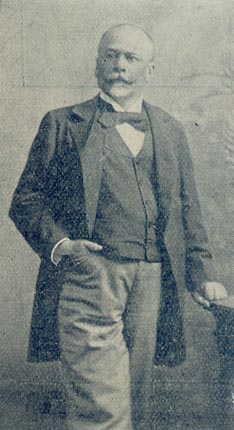
Francisco Piria en 1900.

Del otro lado de la ruta 37, y frente al castillo se encuentra enclavada la «Bodega de Piria», donde se elaboran los «vinos de Piriápolis».
En el año 1890, al comprar Piria estos campos, decide hacer una bodega, con cepas de vides importadas de Italia y Francia, produciendo de este modo un vino de características propias, y un licor al que luego denominaría: cognacquina.
Para el año 1896, la producción de vinos de la bodega no sólo abastecía al incipiente poblado de Piriápolis, también posibilitaba su exportación.

## Ubicación
Se encuentra en el municipio de Piriápolis, próximo al cerro Pan de Azúcar, el que con sus 389,5 m s. n. m., es uno de los más altos del país.
Se encuentra en las coordenadas: 34°49'43.27"S 55°15'6.03"O; a 370 metros de un desvío hacia el este de la ruta nacional 37, y a 5 km de las playas de la ciudad balnearia de Piriápolis, desde la cual se accede, partiendo de la rambla de los Argentinos, por la avenida Artigas, la cual se prolonga en la ruta 37. De la Ruta Interbalnearia se encuentra a 4,7 km al sur del kilómetro 86. También se encuentra próximo a la ciudad de Pan de Azúcar.

## Servicios y programas culturales
En este museo se hacen recorridas guiadas y actividades docentes. Por su proximidad a Piriápolis y Punta del Este, es visitado todo el año por turistas de todo el mundo, así como estudiantes escolares y liceales de todo el Uruguay.
El horario es de martes a domingo, de 10 a 18, y su entrada es libre y gratuita.